# Kurdistan
|  | For andre betydninger, se Kurdistan (flertydig) |
Kurdistan er en region i Zagros- og Taurusbjergene i grænselandet mellem Tyrkiet, Irak, Iran og Syrien samt et lille hjørne af Armenien. Området har haft ældre navne som Øvre Mesopotamien og Beth-Nahrin. Området er hovedsageligt beboet af kurdere, men også af andre nationaliteter. Nogle kurdiske organisationer arbejder for at oprette en uafhængig nationalstat i Kurdistan bestående af nogle eller alle områderne med et kurdisk befolkningsflertal, mens andre ønsker at opnå større selvstyre indenfor de eksisterende statslige grænser.
Historisk har der i middelalderen været flere småfyrstendømmer i området, som i øvrigt har været underlagt en række forskellige større riger i tidens løb. Der har i moderne tid været to tilløb til en egentlig kurdisk statsdannelse. Efter 1. verdenskrig stillede Sèvres-traktaten i 1920 et selvstændigt kurdisk område i udsigt, men beslutningen blev omgjort med Lausanne-traktaten fra 1923. Efter 2. verdenskrig blev en kurdisk republik under sovjetisk indflydelse (Mahabadrepublikken) udråbt i Iransk Kurdistan, men brød sammen, da den sovjetiske hær forlod området året efter.
I Irakisk Kurdistan er der blevet etableret et selvstyre efter Irakkrigen i 2011. I Syrisk Kurdistan blev ligeledes etableret et selvstyre i 2013. I Iran bærer en af landets 30 provinser navnet Kurdistan, men uden noget egentligt selvstyre.

## Etymologi
"Kurdistan" betyder "kurdernes land". Navnet kendes brugt siden 1100-tallet, hvor den armenske historiker Matthias af Edessa skrev om et slag i 1062, at det havde fundet sted i Kurdistan. Et armensk kristent manuskript fra 1200 nævner ligeledes Kurdistan.
Allerede i oldtiden findes referencer til kongeriget Corduene og folkeslaget Carduchi, men det er omstridt, om disse benævnelser refererer til kurdere eller ej. Den græske general og historiker Xenofon beretter i Anabasis, hvordan han i år 401 f.Kr. med 10.000 mænd flygtede gennem Zagros, hvor karduchoi'erne boede. Jødiske og romerske (Strabo) kilder omtaler kongeriget Corduene, som lå i det nuværende Tyrkiet.

## Historie
Kurdernes etniske oprindelse kendes ikke med sikkerhed. Det kurdiske sprog er et indoeuropæisk sprog, ligesom dansk, og tilhører undergruppen af vestiranske sprog.
Nogle forskere sammenkæder kurderne med blandt andet gutæerne, der levede i Zagrosbjergene i det 3. årtusind f.Kr. De bragte det oldakkadiske rige til sammenbrud i det 22. århundrede f.Kr. og regerede det sydlige Mesopotamien i omkring 100 år. Andre afviser en historisk sammenhæng mellem gutæerne og kurderne.
Blandt kurdere er det også en udbredt opfattelse, at det kurdiske folk har baggrund i oldtidsfolket mederne, der med kong Cyaxares sammen med babylonierne slog neoassyrerne i år 612 f.Kr. Gravmælet i Qyzqapan i Sydkurdistan nord for byen Sulaymaniyah regnes for at være kong Cyaxares grav. Mange kurdiske personer og institutioner i dag er opkaldt efter mederne. Historikere er dog delt i synspunktet om, hvorvidt kurderne nedstammer fra mederne.
Religiøst var kurderne oprindelig delt mellem det kristne byzantiske rige og Sassanideriget, der dyrkede zarathustrianisme. Med den islamiske ekspansion i 700- og 800-tallet blev de fleste kurdere muslimer i løbet af perioden 637-42 i den anden kalif Omars regeringstid. I dag har ca. 80 % af verdens kurdere muslimsk baggrund - overvejende sunnimuslimer, men der findes også shiamuslimske kurdere.
I irakisk og syrisk Kurdistan findes op imod en million ezidier, mens der i Tyrkiet er flere millioner alevitter. Nogle iranske kurdere er tilhængere af Ahl-e haq-troen, og i irakisk Kurdistan findes et jødisk mindretal. De fleste jødiske kurdere befinder sig i dag i Israel, hvor et kvarter i Jerusalem hedder "Lille Kurdistan". Der findes også kristne i Kurdistan i dag, hovedsageligt blandt assyriske og armenske befolkningsgrupper.
Op gennem middelalderen var der en lang række kurdiske kongedømmer. I krøniken "Sharafnama" fra 1597 beretter prins Sharaf al-Din Bitlisi om disse kongedømmer.

### Opdeling af det kurdiske område
I 1639 blev traktaten i Qasr-e Shirin mellem det osmanniske og det persiske safavidiske rige indgået. Den skulle sætte en stopper for 120 års stridigheder mellem de to riger ved at fastslå en klar grænse. Grænsen, som i store træk fortsat markerer den persiske vestgrænse i dag, delte det kurdisk beboede område i to dele.
Kurderne i det safavidiske rige blev deporteret ind i det centrale Persien eller længere østpå i takt med at osmannerne pressede grænsen mod øst. Byer og landbrug blev ødelagt. I det osmanniske område blev kurderne organiseret i overensstemmelse med deres traditionelle samfund, og lokale ledere blev gjort til guvernører. Kurdernes indflydelse voksede i denne periode, og de bredte sig vestpå til Ankara.
Efter den tyrkisk-russiske krig 1828-29 søgte kurdere at frigøre sig fra det osmanniske overherredømme, men blev nedkæmpet i 1834. I 1847 blev der etableret en kurdisk provins i Østanatolien, som blev nedlagt igen 17 år efter i 1864. I 1880 var der igen et forsøg på at etablere et selvstændigt kurdisk styre mellem søerne Van og Urmia, der også blev nedkæmpet.
Før 1. Verdenskrig levede hovedparten af kurderne i det osmanniske rige. Ligesom med mange andre folkeslag var der opstået en kurdisk nationalisme, og et krav om selvbestemmelse. Under krigen stillede vestmagterne, der kæmpede mod Osmannerriget, kurderne selvstændighed i udsigt. Efter krigen blev det osmanniske rige splittet op i en række lande ved Sevres-traktaten i 1920, herunder et Kurdistan. Det nye Tyrkiets generobring af disse områder førte imidlertid til en genforhandling, der mundede ud i Lausanne-traktaten i 1923, som betød at kurdernes område blev lagt ind under Irak, Iran, Tyrkiet og Syrien. Det efterlod Kurdistan i den splittede situation, området har befundet sig i siden, idet Kurdistan fra dette år i hovedsagen har bestået af fire dele: "tyrkisk Kurdistan" eller Nordkurdistan, "irakisk Kurdistan"/Sydkurdistan, "iransk Kurdistan"/Østkurdistan og "syrisk Kurdistan"/Vestkurdistan.
Opdelingen har bl.a. betydet, at staterne i området har haft en fælles interesse i at bekæmpe og undertrykke de kurdiske minoriteter, de har herredømmet over. Kurdiske grupper og organisationer har i mange år og særligt siden 1970'erne ført en både politisk og militær kamp for at opnå selvstyre eller selvstændighed.

### Tyrkisk Kurdistan
I Tyrkiet, hvor der bor mere end 13 mio. kurdere, er den kurdiske nation blevet officielt fornægtet, og efter 1945 blev kurdisk sprog, litteratur, aviser, sange og nationaldragt forbudt. Overtrædelser blev straffet med lange fængselsstraffe. I 1978 blev organisationen PKK oprettet med henblik på at føre en væbnet kamp for kurdisk selvstændighed. Siden 1984 har militæret ødelagt 3000 landsbyer. PKK nåede ikke sit mål, og lederen Abdullah Öcalan blev fængslet i 1999. I 2008 blev 53 kurdiske borgmestre dømt ved retten for at have sendt et brev til den danske statsminister Anders Fogh Rasmussen, hvor de bad ham om ikke at lukke den kurdiske TV-station Roj TV. Det kurdiske medlem af parlamentet og modtager af Sakharov-prisen i 1995 Leyla Zana fik i 2008 ti års fængsel for at tale kurdisk i parlamentet. I årene 2002-13 har den tyrkiske regering indført lempelser og i den forbindelse tilladt brugen af kurdisk i en række offentlige sammenhænge.

### Syrisk Kurdistan
I Syrien har de ca. 1 mio. kurdere været forfulgt som etnisk minoritet, og brugen af det kurdiske sprog mundtligt som skriftligt har været undertrykt. Kurderne er først blevet anerkendt som borgere, efter at det arabiske oprør brød ud i 2011. Under borgerkrigen i Syrien trak den syriske regering sine styrker ud af flere kurdiske byer, og i november 2013 erklærede den kurdisk-dominerede region i Nordsyrien autonomi under navnet Vestkurdistan, også kendt som Rojava (der betyder "vest").

### Iransk Kurdistan
I Iran, som er et multietnisk land, bor der mellem 7 og 10 mio. kurdere, hvilket svarer til 10-15 % af landets samlede befolkning. Regeringen har bekæmpet kurdisk modstand herunder med militære midler. I 1946 erklærede kurdere selvstændighed i den såkaldte Mahabad-republik, som dog allerede året efter blev nedkæmpet af styret.
I dag bærer en af de 30 iranske provinser navnet Kurdistan. Provinsen, der har ca. 1½ mio. indbyggere, omfatter dog kun en mindre del af det, der normalt opfattes som de kurdiske områder i Iran.

### Irakisk Kurdistan
Kurdisk sprog og kultur har ikke været forbudt i Irak, men der har siden 1960'erne været en række militære kampagner imod landets knap 5 mio. kurdere. I slutningen af krigen mellem Iran og Irak 1980-88 forsøgte det irakiske diktatur at fjerne kurderne fra en lang række byer og landsbyer under en militær kampagne, der blev kaldt Anfal, hvorunder mere end 80.000 kurdere mistede livet. I mange tilfælde blev beboerne tvunget ind i busser og kørt ud i ødemarken, hvor de blev skudt og begravet. Den 16. marts 1988 blev byen Halabja angrebet med giftgas, hvorved 5-10.000 mennesker blev dræbt.
Efter Golfkrigen (1991) gjorde kurdere samtidig med shiamuslimske arabere i det sydligste Irak oprør imod regeringen, men oprørerne blev knust af militæret, hvilket fik en stor del af den kurdiske befolkning til at flygte op i bjergene for at søge sikkerhed i Tyrkiet og Iran. Herefter etablerede USA en flyveforbudszone i det nordlige Irak, som gav kurderne de facto-selvbestemmelse fra 1992. Dette selvstyre er efter Invasionen af Irak 2003 blevet legaliseret med eget flag, parlament og administration. Denne del af Irak er kendetegnet ved høj grad af sikkerhed og hurtig økonomisk udvikling. Der er åbnet en række internationale flyruter til kurdiske byer, og en del lande heriblandt Danmark har åbnet konsulat i hovedbyen Erbil. Politisk har magten reelt været delt mellem de to partier PDK ledet af Massoud Barzani og PUK ledet af Jalal Talabani, som også var Iraks præsident i perioden 2005-14. Efter valget i 2013 overtog partiet Gorran for en tid PUK´s tidligere førende stilling. På grund af den store politiske ustabilitet i Irak, store uoverensstemmelser mellem det kurdiske selvstyre og den irakiske regering om centrale spørgsmål og pres fra Tyrkiet er der dog fortsat bekymring for selvstyrets fremtid. En folkeafstemning om fuld uafhængighed arrangeret af selvstyret i 2017 gav som resultat, at 92,73 % stemte ja, mens 7,2 % stemte nej. Der er dog ikke international opbakning til, at regionen erklærer sig som en uafhængig stat.